# Jéssica Albiach
Jéssica Albiach Satorres (Valencia, 29 de mayo de 1979) es una periodista, activista y política española, presidenta del grupo parlamentario de En Comú Podem en la XIII legislatura autonómica de Cataluña del Parlamento de Cataluña y candidata de la coalición electoral Comuns Sumar a la presidencia de la Generalidad en las elecciones catalanas de 2024. 

## Biografía
Jéssica Albiach Satorres  es una periodista y fotógrafa que ha trabajado para el festival internacional de artes escénicas Tanec Praha del Ministerio de Cultura, y en Amnistía Internacional. Diplomada en Fotografía por Revelarte/Espacio de arte Fotográfico, y titulada en Ciencias de la Comunicación (Periodismo) en la Universidad CEU Cardenal Herrera. Consiguió una Beca Erasmus para el Instituto Supérieur de Formation Sociales et de Communication (Bruselas) y una Beca Leonardo en VUSTE ENVIS (Praga).
Obtuvo el título del Máster de Marketing Político, Estrategia y Comunicación Política, del Instituto de Ciencias Políticas y Sociales (centro adscrito a la UAB). Antes de acabar la carrera ya había trabajado en el gabinete de prensa de Presidencia de la Generalidad Valenciana como redactora de medios de Valencia (Levante-EMV) y Mallorca (Vocento), en diferentes secciones como sanidad, sucesos e información local.
También, ha trabajado en gabinetes de comunicación de diferentes campañas políticas, nacionales e internacionales, así como de distinto ámbito administrativo cómo elecciones generales, autonómicas y municipales. Posteriormente, desarrolló tareas de técnica de comunicación en el Ayuntamiento de Cornellá.

### Carrera política
En 2011, a raíz del movimiento 15-M, empezó a participar en las distintas movilizaciones de manera más activa hasta que se afilió en 2014 a Podemos. Empezó realizando tareas de comunicación dentro de la secretaría de comunicación de Podemos; un año después fue elegida diputada en el Parlamento de Cataluña para la XI legislatura.
En la XII legislatura, después de las elecciones de diciembre de 2017, fue elegida diputada por segunda ocasión. Después de la marcha de Xavier Doménech, en septiembre de 2018, Albiach fue designada presidenta del Grupo Parlamentario de Catalunya En Comú Podem.
De carácter conciliador, siempre se ha definido como feminista, ecologista y republicana. En diciembre de 2019, fue elegida coordinadora de Catalunya En Comú, junto a Ada Colau y Candela López.
Después del anuncio de elecciones que hizo el presidente Quim Torra, y abierto el proceso interno, Albiach decidió presentarse a las primarias de Catalunya en Comú para liderar la candidatura en los próximos comicios previstos para la primavera de 2020, contando con el apoyo de una de sus caras más visibles y entonces alcaldesa de Barcelona, Ada Colau. El 27 de febrero de 2020 fue proclamada candidata de Catalunya en Comú para la Presidencia de la Generalidad de Cataluña en las Elecciones al Parlamento de Cataluña de 2021, en las que su formación mantuvo los ocho escaños que había logrado en los comicios del 2017, manteniéndose como quinta fuerza en número de votos, aunque sexta en número de escaños.
El 5 de diciembre de 2023, Jessica Albiach anuncia su baja como militante de Podemos, justo el mismo día que Podemos deja el grupo parlamentario de Sumar y se pasa al grupo mixto.
Luego de la convocatoria de elecciones por parte del Presidente de la Generalidad, Pere Aragonès, debido al rechazo de sus presupuestos por el Parlamento, Albiach fue anunciada por Ada Colau como candidata a las elecciones de 2024 de Comuns Sumar así como líder de esta coalición electoral que une a Catalunya en Comú y el partido de la vicepresidenta segunda del gobierno y ministra de Trabajo, Yolanda Díaz, en Cataluña Movimiento Sumar Catalunya.